# Arnaud Clément
Arnaud Clément (* 17. prosinec 1977 v Aix-en-Provence, Francie) je bývalý francouzský profesionální tenista. Ve své kariéře vyhrál 4 turnaje ATP World Tour ve dvouhře a 12 turnajů ve čtyřhře.
Jeho největším úspěchem kariéry je bez pochyby vítězství ve Wimbledonu v roce 2007 spolu se svým krajanem Michaëlem Llodrou.
V současnosti je nehrajícím kapitánem daviscupového družstva Francie.

## Finálová utkání na turnajích Grand Slamu (3)

### Dvouhra (1)

#### Finalista (1)
| Rok  | Turnaj          | Soupeř ve finále | Výsledek      |
| 2001 | Australian Open | Andre Agassi     | 6–4, 6–2, 6–2 |

### Čtyřhra (2)

#### Vítězství (1)
| Rok  | Turnaj    | Partner        | Soupeři ve finále    | Výsledek              |
| 2007 | Wimbledon | Michaël Llodra | Bob Bryan Mike Bryan | 6–7(5), 6–3, 6–4, 6–4 |

#### Finalista (1)
| Rok  | Turnaj          | Partner        | Vítězové                 | Výsledek    |
| 2008 | Australian Open | Michaël Llodra | Jonathan Erlich Andy Ram | 7–5, 7–6(4) |

## Finálové účasti na turnajích ATP World Tour (33)

### Dvouhra - výhry (4)
| Legenda                                                       |
| ATP International Series Gold / ATP World Tour 500 Series (0) |
| ATP International Series / ATP World Tour 250 Series (4)      |

| Č. | Datum             | Turnaj             | Povrch  | Soupeř ve finále  | Výsledek      |
| 1. | 12. listopad 2000 | Lyon, Francie      | koberec | Patrick Rafter    | 7-62, 7-65    |
| 2. | 5. říjen 2003     | Metz, Francie      | tvrdý   | Fernando González | 6-3, 1-6, 6-3 |
| 3. | 19. únor 2006     | Marseille, Francie | tvrdý   | Mario Ančić       | 6-4, 6-2      |
| 4. | 6. srpen 2006     | Washington, USA    | tvrdý   | Andy Murray       | 7-63, 6-2     |

### Dvouhra - prohry (7)
| Legenda                                                       |
| Grand Slam (1)                                                |
| ATP International Series Gold / ATP World Tour 500 Series (0) |
| ATP International Series / ATP World Tour 250 Series (6)      |

| Č. | Datum           | Turnaj                       | Povrch  | Vítěz            | Výsledek         |
| 1. | 7. únor 1999    | Marseille, Francie           | tvrdý   | Fabrice Santoro  | 3-6, 6-4, 4-6    |
| 2. | 28. leden 2001  | Australian Open, Austrálie   | tvrdý   | Andre Agassi     | 4-6, 2-6, 2-6    |
| 3. | 23. červen 2002 | 's-Hertogenbosch, Nizozemsko | tráva   | Sjeng Schalken   | 6-3, 3-6, 2-6    |
| 4. | 22. červen 2003 | 's-Hertogenbosch, Nizozemsko | tráva   | Sjeng Schalken   | 3-6, 4-6         |
| 5. | 12. říjen 2003  | Lyon, Francie                | koberec | Rainer Schüttler | 5-7, 3-6         |
| 6. | 22. červen 2007 | Nottingham, Velká Británie   | tráva   | Ivo Karlović     | 6-3, 4-6, 4-6    |
| 7. | 16. leden, 2010 | Auckland, Nový Zéland        | tvrdý   | John Isner       | 6-3, 5-7, 7-6(2) |

### Čtyřhra - výhry (12)
| Legenda                                                  |
| Grand Slam (1)                                           |
| ATP Masters Series / ATP World Tour Masters 1000 (2)     |
| ATP International Series / ATP World Tour 250 Series (9) |

| Č.  | Datum            | Turnaj                    | Povrch  | Partner            | Soupeři ve finále                    | Výsledek            |
| 1.  | 16. duben 2000   | Casablanca, Maroko        | antuka  | Sébastien Grosjean | Lars Burgsmüller Andrew Painter      | 7-64, 6-4           |
| 2.  | 17. únor 2002    | Marseille, Francie        | tvrdý   | Nicolas Escudé     | Julien Boutter Max Mirnyj            | 6-4, 6-3            |
| 3.  | 21. březen 2004  | Indian Wells, USA         | tvrdý   | Sébastien Grosjean | Wayne Black Kevin Ullyett            | 6-3, 4-6, 7-5       |
| 4.  | 17. říjen 2004   | Metz, Francie             | tvrdý   | Nicolas Mahut      | Ivan Ljubičić Uros Vico              | 6-2, 7-68           |
| 5.  | 31. říjen 2004   | Petrohrad, Rusko          | koberec | Michaël Llodra     | Dominik Hrbatý Jaroslav Levinský     | 6-3, 6-2            |
| 6.  | 29. říjen 2006   | Lyon, Francie             | koberec | Julien Benneteau   | František Čermák Jaroslav Levinský   | 6-2, 6-73, 10-7     |
| 7.  | 5. listopad 2006 | Paříž, Francie            | koberec | Michaël Llodra     | Fabrice Santoro Nenad Zimonjić       | 7-64, 6-2           |
| 8.  | 18. únor 2007    | Marseille, Francie        | tvrdý   | Michaël Llodra     | Mark Knowles Daniel Nestor           | 7-64, 4-6, 10-8     |
| 9.  | 8. červenec 2007 | Wimbledon, Velká Británie | tráva   | Michaël Llodra     | Bob Bryan Mike Bryan                 | 6-75, 6-3, 6-4, 6-4 |
| 10. | 7. říjen 2007    | Metz, Francie             | tvrdý   | Michaël Llodra     | Mariusz Fyrstenberg Marcin Matkowski | 6-1, 6-4            |
| 11. | 5. říjen 2008    | Metz, Francie             | tvrdý   | Michaël Llodra     | Mariusz Fyrstenberg Marcin Matkowski | 5-7, 6-3, 10-8      |
| 12. | 22. únor 2009    | Marseille, Francie        | tvrdý   | Michaël Llodra     | Julian Knowle Andy Ram               | 3-6, 6-3, 10-8      |

### Čtyřhra - prohry (10)
| Legenda                                                  |
| Grand Slam (1)                                           |
| ATP International Series / ATP World Tour 250 Series (9) |

| Č.  | Datum            | Turnaj                       | Povrch    | Partner                | Vítězové                             | Výsledek        |
| 1.  | 14. říjen 2001   | Lyon, Francie                | koberec   | Sébastien Grosjean     | Daniel Nestor Nenad Zimonjić         | 6-1, 6-2        |
| 2.  | 11. leden 2004   | Adelaide, Austrálie          | tvrdý     | Michaël Llodra         | Bob Bryan Mike Bryan                 | 7-5, 6-3        |
| 3.  | 16. leden 2005   | Sydney, Austrálie            | tvrdý     | Michaël Llodra         | Mahesh Bhupathi Todd Woodbridge      | 6-3, 6-3        |
| 4.  | 6. únor 2005     | Miláno, Itálie               | koberec   | Jean-Francois Bachelot | Daniele Bracciali Giorgio Galimberti | 6-78, 7-66, 6-4 |
| 5.  | 25. červen 2006  | 's-Hertogenbosch, Nizozemsko | tráva     | Chris Haggard          | Martin Damm Leander Paes             | 6-1, 7-63       |
| 6.  | 14. říjen 2007   | Stockholm, Švédsko           | tvrdý     | Michaël Llodra         | Jonas Björkman Max Mirnyj            | 6-4, 6-4        |
| 7.  | 26. leden 2008   | Australian Open, Austrálie   | tvrdý     | Michaël Llodra         | Jonathan Erlich Andy Ram             | 7-5, 7-64       |
| 8.  | 27. září 2009    | Metz, Francie                | tvrdý     | Michaël Llodra         | Colin Fleming Ken Skupski            | 2-6, 6-4, 10-5  |
| 9.  | 1. listopad 2009 | Lyon, Francie                | tvrdý     | Sébastien Grosjean     | Julien Benneteau Nicolas Mahut       | 6-4, 7-66       |
| 10. | 7. únor 2010     | Záhřeb, Chorvatsko           | tvrdý (h) | Olivier Rochus         | Jürgen Melzer Philipp Petzschner     | 3-6, 6-3, 10-8  |

## Davisův pohár
Arnaud Clément se zúčastnil 18 zápasů v Davisově poháru za tým Francie s bilancí 12-9 ve dvouhře a 8-2 ve čtyřhře.

## Postavení na žebříčku ATP na konci sezóny

### Dvouhra
| Rok    | 1995 | 1996   | 1997   | 1998   | 1999  | 2000  | 2001  | 2002  | 2003  | 2004   | 2005  | 2006  | 2007  | 2008  | 2009  |
| Pořadí | 655. | ▲ 341. | ▲ 101. | ▼ 105. | ▲ 56. | ▲ 18. | ▲ 17. | ▼ 38. | ▲ 32. | ▼ 104. | ▲ 71. | ▲ 42. | ▼ 54. | ▼ 97. | ▲ 63. |

### Čtyřhra
| Rok    | 1996 | 1997   | 1998   | 1999   | 2000   | 2001  | 2002  | 2003   | 2004  | 2005  | 2006  | 2007  | 2008  | 2009  |
| Pořadí | 443. | ▲ 210. | ▼ 236. | ▼ 655. | ▲ 117. | ▲ 40. | ▲ 39. | ▼ 193. | ▲ 31. | ▼ 89. | ▲ 29. | ▲ 14. | ▼ 29. | ▼ 72. |